# سبايس جيرلز
سبايس جيرلز (بالإنجليزية: Spice Girls)، التي يمكن ترجمتها للعربية بفتيات التوابل، والتسمية للدلالة على الشخصية المميزة لكل عضو من الفرقة، هي فرقة بوب بريطانية اشتهرت في التسعينات من القرن العشرين. من أشهر أغاني الفرقة، المتمني (بالإنجليزية: Wannabe)، تبّل حياتك (بالإنجليزية: Spice Up Your Life)، قف (بالإنجليزية: Stop). تفرقت الفرقة عام 2001، ولكنها عادت واجتمع شمل أعضائها في عام 2007 في جولة تضمنت 11 مدينة حول العالم، ووفقاً لشبكة البي بي سي، فالفرقة هي أفضل فرقة فتيات من حيث عدد مبيعات الأسطوانات على مر العصور.
أما أعضاء الفرقة فهن: فيكتوريا بيكهام (بوش سبايس) أو التوابل الأنيقة. ميلاني براون (سكيري سبايس) أو التوابل المخيفة؛ وأطلق عليها هذا اللقب بسبب أسلوبها الهجومي والاقتحامي ونبرة صوتها الحادة والمرتفعة أثناء الغناء، إيما بونتون (بيبي سبايس) هي التوابل الطفلة، بسبب شخصيتها التي تمثل البراءة في الحركات والنظرات والملابس البسيطة كملابس الأطفال ذات الألوان البيضاء والوردية، ميلاني شيزولم (سبورتي سبايس)، أو التوابل الرياضية. جيري هالويل (جنجر سبايس)، والملقبة أيضاً بالتوابل المثيرة.
بدأت الفرقة أعمالها عام 1996 عندما وقعت عقداً مع شركة فيرجن، وأصدرت بعد ذلك أول أغانيها «المتمني» التي احتلت المركز الأول لسبعة أسابيع متتالية في «قائمة الأغاني البريطانية»، وحصلت على المرتبة الأولى في 31 دولة، وساعدت على إظهار الفرقة بأنها «ظاهرة عالمية». باعت فرقة سبايس جيرلز أكثر من 55 مليون ألبوم حول العالم، وأصدرت ثلاث ألبومات (أول ألبومين مع جيري هالويل)، لتصبح مبيعات الفرقة هي الأسرع من بين جميع فرق الفتيات. كانت نسبة الطلب على أول ألبومين قد فاقت كل التوقعات، مما جعل الفرقة أنجح فرقة بريطانية بعد البيتلز. بيعت أكثر من 23 مليون نسخة حول العالم لأول ألبوم للفرقة، والذي حمل اسم التوابل، ليحتل بذلك المركز 41 في قائمة أنجح الألبومات في تاريخ الموسيقى، وأصبح فيما بعد أفضل ألبوم مبيعًا لفرقة نسائية على مر العصور، وبيعت منه أكثر من ستين مليون نسخة حول العالم. يُقاس نجاح هذه الفرقة عن طريق المبيعات القياسية التي تحققت عند عودتهم في جولتهم الغنائية لعاميّ 2007/2008، بالإضافة إلى تسويق السلع، أغنية «المتمني» الناجحة التي يُنظر إليها على أنها أفضل تسجيل غنائي لفرقة نسائية، وأيضاً بعض الأشياء الرمزية الناجحة مثل (فستان العلم البريطاني)، ولقب الفرقة المشهور «قوة الفتاة» أو كما هو معروف «جيرل باور - Girl Power»
بفضل توجيه مدير الفرقة سيمون فولر، زادت نسبة المبيعات وأصبحت الفرقة مادة دسمة للصحافة البريطانية، فأصبح لكل عضو فيها اسم مستعار أطلقته عليهن مجلة «توب أوف بوبز» (بالإنجليزية: Top of the Pops) عام 1996، واعتمدته الصحافة في نهاية المطاف، ووفقاً للكاتب ديفيد سينكلير، فإن ألقاب «المرعبة، الطفلة، الزنجبيلة، الأنيقة، والرياضية» كانت المجموعة المعترف بها على نطاق واسع من الأفراد منذ أيام فرقة البيتلز التي حمل أعضائها ألقاباً مماثلة. وفي عام 1997 أزاحت الفرقة الستار عن فيلمهم السينمائي عالم التوابل.
في مايو 1998 تركت جيري هالويل الفرقة مخلفة العديد من الشائعات وراءها، أما الأربعة الباقيات فأصدرن ألبومهن الثالث، لكنهن انفصلن بعد ذلك عام 2001 لتركز كل واحد منهن على مشوارها الفني وحدها، وفي 28 يونيو 2007 أُعيد لم شمل الفريق بأعضائه الخمسة ليبدئن جولتهن الغنائية التي أسمينها جولة إعادة الشمل (عودة سبايس جيرلز)، إلى جانب إصدار ألبوم للفرقة باسم «أفضل الأعمال». في ديسمبر 2007 أزاحت الفرقة الستار عن فيلمها الوثائقي «أعطيك كل شيء» والذي بثته شبكات التلفزيون حول العالم، وأظهر الفيلم أعضاء الفرقة وهن يتحدثن عن صعودهن إلى الشهرة ولم شملهن من جديد، وفي فبراير 2008 أعلنت الفرقة أن جولتها انتهت في تورنتو بتاريخ 26 فبراير 2008.

## تاريخ الفرقة

### 1994 - 1995: السنوات الأولى
في منتصف عام 1990 قرر فريق الإدارة المكون من الأب كريس هربرت والابن بوب هربرت، إنشاء فرقة موسيقية من الإناث يكون لها نفس القدر من الشعبية التي تحصل عليها فرق الرجال الذين تسيدوا ساحة موسيقى البوب في منتصف التسعينات. يقول هربرت: «كل فرق الشباب كان أعضاؤها رجال مثل «إن سينك»و«باكستريت بويز» كل هذا كان يسبب لي التثاؤب، حتى جاءتني فكرة إنشاء فرقة من الإناث تنافس فرقة الرجال».
في فبراير 1994، ومن قلب الإدارة التي ضمت هربرت الأب والابن بالإضافة إلى الممول تشك ميرفي، نُشر إعلان في مجلة «ذا ستاج» التجارية، ينص على طلب فتيات أنيقات، منفتحات، طموحات، وقادرات على الغناء والرقص. حضر المئات من الفتيات ومقدمي الطلبات بعد قراءة هذا الإعلان، وتم اختيار خمس فتيات هن فيكتوريا آدمز، ميلاني براون، جيري هالويل، ميشيل ستيفنسون، وليان مورجان، وكان اسم الفرقة في البداية هو «توتش» بمعنى اللمسة، وانتقلت الفتيات مع بعضهن إلى منزل مملوك لميرفي يقع في مايدنهايد، بركشاير. طُردت ليان مورجان لاحقاً من الفرقة بسبب عمرها، وكانت بديلتها هي ميلاني شيزولم، والتي كانت تبلغ نفس عمر باقي الفتيات، وخلال الشهرين الأولين عملت المجموعة على عروض تجريبية ورقص روتيني في استوديوهات ترينيتي في نافيل، ووفقاً لستيفنسون فإن الأغاني التي أعطيت للمجموعة كانت «بوب شبابي جداً للغاية»، وشملت أغاني مثل «سوف نجعل الأمر يتحقق» (بالإنجليزية: We’re Gonna Make It Happen)، وهي أغنية لم تر النور. سرعان ما أصبح واضحاً أن ميشيل ستيفينسون لن تستطيع إكمال المشوار مع المجموعة، لذلك تم فصلها من الفرقة، يقول بوب هربرت «إنها لم تكن مستعدة...ولن تفيد المجموعة لذلك قررت أن أطلب منها ترك الفريق»، وكانت ميشيل ستيفينسون قد قررت أساسا المغادرة من تلقاء نفسها بسبب مرض والدتها التي كانت مصابة بسرطان الثدي. رفضت فيكتوريا آدمز مطالبة ستيفينسون بترك الفرقة حيث قالت «لا يمكن أن تتركنا حتى لا يشوش انسجام المجموعة». بدأ هربرت بعد ذلك في البحث عن بديلة لستيفينسون، وكانت أول بديلة هي «أبيجايل كيس» والتي لم تحز على إعجابه، وبعدها قابل ابنة الثمانية عشر عاماً إيما بونتون، بناءً على اقتراح مدرب الأصوات بيب ليمر، التي تركت انطباعا جيداً لديه بحيث دعاها لمقابلة الفرقة في يوليو 1994، ورحب بها وفتح لها ذراعيه، وتقول هاليويل «علمت على الفور أنها هذه هي من ستنضم إلينا».
رأت عضوات الفريق أنهن غير مؤمّنات إزاء عدم وجود أي عقد يرتبطن به، وشعرن بخيبة أمل بسبب اتجاه الإدارة التوجيهي لهم. في أكتوبر 1994، تسلحت أعضاء الفرقة بسلسلة من العروض التجريبية والرقص الروتيني، وأخذن يجلن على الوكالات الإدارية، وقمن بإقناع بوب هربرت بإقامة عرض لأداء الفريق أمام منتجين وفنانين وخبراء فنيون. في ديسمبر 1994، تلقت الفتيات «ردا فعليا إيجابيا كبيرا» من استوديوهات نوميز الواقعة في شيفاردز بوش، وبسبب الاهتمام الكبير للمجموعة، أخذ آل هربرت يسرعون لإنشاء عقد ملزم للمجموعة، بناءً على التشجيع الكبير الذي تلقوه من استوديوهات نوميز. لكن الفتيات الخمس أجلن توقيع العقد بناءً على مشورة قانونية تلقوها من عدد من الأشخاص بما فيهم والد فيكتوريا «طوني آدمز». تركت الفتيات الإدارة التي انتمين إليها لفترة، في مارس 1995، بسبب يأسهن من عدم رغبة المدراء بالاستماع إلى أفكارهن ورؤياهن، ووفقاً للكاتب ديفيد سينكلير، قيل «لا نستبعد وجود مصالح ذاتية وخفية». أخذت الفرقة جميع التسجيلات الأساسية لأسطوانتها من إدارة المكاتب وذلك لضمان إبقاء السيطرة على عملهم، وذهبن في نفس اليوم لمدينة شيفيلد، حيث يقطن المنتج الأساسي إليوت كينيدي، والذي كان حاضراً في العرض التجريبي للمجموعة، وذلك لإقناعه بالعمل معهم.
كانت المجموعة تسجل أسطواناتها عند شركة «أبسولت»، الأمر الذي سلّط اهتمام سيمون فولر من شركة «19 إدارة» عليهن. توصلت الفتيات في النهاية إلى توقيع عقد مع فولر في مارس 1995، وخلال صيف ذلك العام قامت المجموعة بجولة في شركات التسجيل في لندن ولوس أنجلوس مع فولر وأخيراً وقعن اتفاقية مع شركة تسجيلات فيرجن في سبتمبر من نفس العام. استمرت الفتيات، بدأ من هذه النقطة وحتى صيف عام 1996، بكتابة وتسجيل الأغاني استعدادا لظهور ألبومهن الأول، حيث قمن بجولة في الساحل الغربي للولايات المتحدة، ووقعن عقدا مع شركة «ويندسويبت باسيفيك» للدعاية ونشر ألبوماتهن.

### 1996 - 1997: سبايس (التوابل)
في 8 يوليو 1996، أصدرت فرقة سبايس جيرلز أولى أغانيها في المملكة المتحدة المسماة «المتمني». وكان فيديو كليب الأغنية، الذي صوّر قبل أسابيع من إصدارها، في شارع بانكراس كامبيرس في لندن، وأخرجه يوهان كاميتز، قد عُرض على قناة «الصندوق» الموسيقية، وقيل أنه «إبداعي»، وعرض 70 مرة في الأسبوع.
أجرت الفرقة أول مقابلة صحفية لها في صحيفة «ميوزك ويكس»، في يوليو 1996، وكانت مع المساهم في صناعة الموسيقى والكاتب في نفس الصحيفة «بول جورمان»، وذلك في مقر شركة تسجيلات فيرجن في لندن. كانت فرقة السبايس جيرلز آنذاك على موعد مع تغيير خارطة البوب البريطاني والتحول إلى نوع أجنبي من البوب، فكتب جورمان يقول: «عندما يهدد الأولاد وقيثاراتهم حياة البوب، تقف فرقة البوب الجديدة في وجههم بما يكفي لانفجار شكل البوب الجديد». حلت أغنية المتمني في المركز الثالث في بادئ الأمر ثم أصبحت في المركز الأول في الأسبوع التالي لتبقى في هذا المركز لمدة سبعة أسابيع. أثبتت الأغنية أنها إنجاز كبير للفرقة، إذ أنها أصبحت الأغنية رقم 1 في 31 دولة، ولم تحقق فقط أعلى نسبة مبيعات لأول أغنية لفرقة فتيات بل حققت أكبر نسبة مبيعات لفرقة فتيات على مر العصور.
بعد أن ركبت الفرقة موجة الدعاية والشهرة، حتى أصدرت أغنيتها التالية في بريطانيا وأوروبا، ففي أكتوبر من عام 1996، أطلقت أغنية «قلت لك سأكون هناك» (بالإنجليزية: Say You'll Be There) لتصبح الرقم 1 في أول أسبوعين، وفي ديسمبر، أطلقت الفرقة أغنية «2 يصبح 1»، لتصبح أغنية عيد الميلاد رقم 1، وبيعت 430,000 نسخة منها في الأسبوع الأول، لتصبح أسرع أغنية تباع في السنة. تابعت الأغنيتان تصدّر لائحة المبيعات من خلال قائمة الأغاني في أكثر من 53 دولة، ودعمت سمعة وشهرة الفريق كواحد من أكبر فرق البوب في العالم.
في نوفمبر 1996، أصدرت فرقة السبايس جيرلز أول ألبوماتها المسمى «التوابل» في أوروبا. كان نجاح الألبوم منقطع النظير، حيث قام البعض بمقارنة الفرقة مع فرقة البيتلز، وذلك بسبب مستوى الاهتمام الكبير الذي حصلت عليه. بيع من ألبوم سبايس 1.8 ملايين نسخة في بريطانيا وحدها خلال سبعة أسابيع فقط، مما جعل الفرقة تحقق أسرع نسبة مبيعات لفنانين بريطانيين منذ أيام البيتلز، وفي المجموع بيعت 3 ملايين نسخة في بريطانيا من ذاك الألبوم، مما شكّل أعلى نسبة مبيعات لألبوم على مر العصور لفرقة فتيات. احتل الألبوم المركز الأول لخمسة عشر أسبوعاً غير متتالية، وأصبح أكثر الألبومات مبيعًا في أوروبا خلال عام 1997، حيث بيعت قرابة 8 ملايين نسخة حسب منظمة التسجيلات العالمية.
وفي الشهر نفسه، اجتذبت الفرقة حشداً من 500,000 متفرج عندما أنارت الفتيات أضواء الميلاد في شارع أكسفورد بلندن، وفي الوقت نفسه بدأ سيمون فولر بإنشاء عقد رعاية للفريق بلغت قيمته مليون جنيه إسترليني، مع عدد من الشركات مثل بيبسي، واكرز، إمبولز، كادبوري، وبولارويد. فازت الفرقة بثلاثة ألقاب في ديسمبر 1996، خلال حفل جوائز النجاحات الساحقة في ساحة لندن، بالإضافة إلى جائزة أفضل فيديو كليب لأغنية «قلت لك سأكون هناك».
في يناير 1997، أصدرت الفرقة أغنية «المتمني» في الولايات المتحدة. أثبتت هذه الأغنية المنفردة أنها كانت محفزة الفرقة لاقتحام السوق الأمريكية الصعبة جداً، حيث أنها ظهرت لأول مرة على ترتيب «أكثر مئة أغنية مثيرة» في المركز الحادي عشر، وفي ذلك الوقت، كان هذا أعلى مركز في السوق الأمريكية حصل عليه فنان بريطاني، أو غير أمريكي، للمرة الأولى منذ زمن، إذ أن الأغنية الوحيدة السابقة غير الأمريكية التي وصلت لهذا المستوى كانت لفرقة البيتلز والتي حملت عنوان «أرغب بأن أمسك بيدك» (بالإنجليزية: I Want to Hold Your Hand)، وكذلك أغنية المغنية الكندية ألانيس موريسيت «مثير للسخرية» (بالإنجليزية: Ironic) في وقت لاحق.
احتلت أغنية «المتمني» المركز الأول في الولايات المتحدة على مدى أربعة أسابيع، وفي فبراير 1997، صدر ألبوم سبايس في الولايات المتحدة، وشكّل أكبر نسبة مبيعات لألبوم في عام 1997، وتربّع على المركز الأول حيث تجاوزت مبيعاته 7.4 مليون نسخة، وفي المجموع بيعت 23 مليون نسخة في جميع أنحاء العالم، وأصبح الألبوم الأكثر مبيعًا في التاريخ لفرقة نسائية، واحتل المرتبة 41 في قائمة أفضل 100 ألبوم على مر العصور.

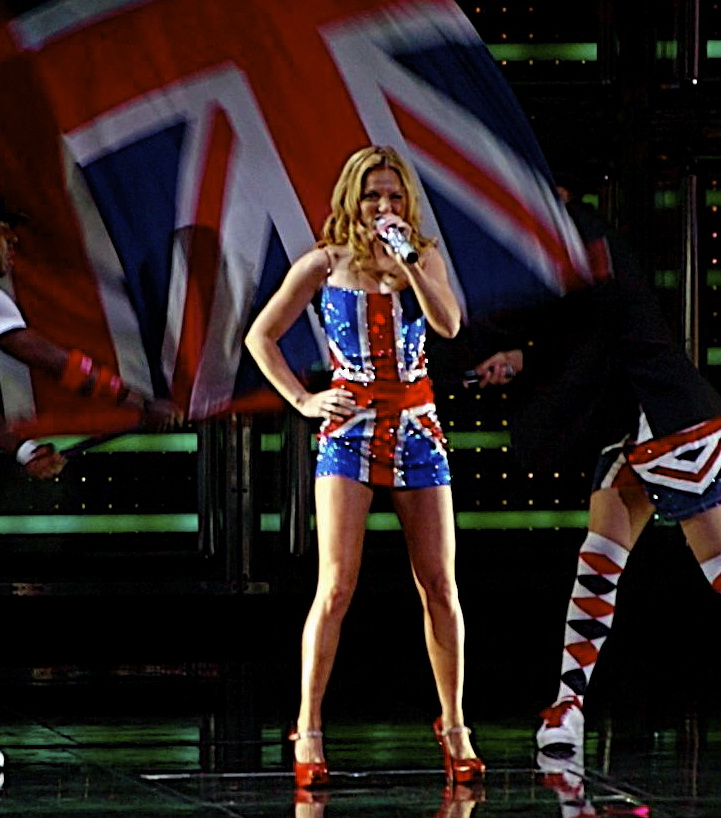
جيري هاليويل ترتدي الفستان القصير للعلم البريطاني.

في وقت لاحق من ذلك الشهر، حصلت فرقة سبايس جيرلز على جائزتين من الجوائز البريطانية لأفضل فيديو، «قلت لك سأكون هناك»، وأفضل أغنية لأغنية «المتمني». أدّت الفتيات أغنية «من تعتقد نفسك» (بالإنجليزية: Who Do You Think You Are) في افتتاح حفل توزيع الجوائز المذكورة، حيث كانت جيري هاليويل ترتدي فستانا قصيرا للعلم البريطاني، الذي أصبح واحداً من أكثر أزياء البوب شهرة في التاريخ.
في مارس 1997، احتلت أغنيتي «ماما» و«من تعتقد نفسك» التي صدرت في أوروبا بألبوم سبايس، المرتبة الأولى مرة أخرى، مما جعل فرقة سبايس جيرلز أول فرقة في التاريخ تحتل أربعة من أغانيها من ألبوم واحد صدارة ترتيب الأغاني. أصدرت الفرقة أول كتاب لها تحت عنوان «قوة الفتاة» في وقت لاحق من ذلك الشهر عن طريق «فيرجن ميجاستور»، وبيعت منه 200,000 نسخة في يوم واحد، وتُرجم بعد ذلك إلى أكثر من 20 لغة. في أبريل من نفس العام، أصدرت الفرقة الفيديو الرسمي الأول لها والذي حمل عنوان «سبايس: الفيديو الرسمي الجزء الأول» (بالإنجليزية: Spice: the Official Video Volume One)، وهو يحكي مشوار الفريق، وبيعت منه 500,000 نسخة. في مايو، أعلنت الفرقة عن فيلمها السينمائي عالم التوابل: الفيلم في مهرجان كان السينمائي. أدّت الفرقة أيضاً أول حفل بريطاني خاص بملوك بريطانيا العظمى، وفي الحفل اخترقت البروتوكولات الملكية عندما بدأت ميل بي وجيري هاليويل بزرع القبلات على وجنتي الأمير تشارلز ثم قامتا بقرص قفاه، مما سبب جدلاً بعد ذلك.
فازت الفرقة بجائزة أفضل إنجاز عالمي للسنة وجائزة أفضل مبيعات لأغنية بريطانية لأغنية «المتمني» في حفل جوائز إيفور نوفيلا، وفي يونيو 1997، بدأ تصوير فيلم سبايس وورلد، وحُجب في أغسطس. أدّت الفرقة في سبتمبر أغنية «قلت لك سأكون هناك» في حفل الجوائز للموسيقى التصويرية (MTV) لعام 1997، وفزن بجائزة أفضل فيديو راقص لأغنية «المتمني». فازت الفتيات بجائزتين في حفل جوائز البيلبورد للموسيقى لعام 1997، وهي جائزة الفنان الجديد، وجائزة ألبوم السنة لألبوم سبايس.

### 1997 - 1998: سبايس وورلد (عالم التوابل)
في أكتوبر 1997، أصدرت فرقة السبايس جيرلز أول أغنية من ألبومها «عالم التوابل»، وهي أغنية «Spice Up Your Life» ومعناها «تبل حياتك». دخلت هذه الأغنية في ترتيب الأغاني البريطانية وحصلت على المركز الأول لتجعل رصيد الفرقة من أغانيها التي حصلت على هذا المركز خمسة أغان. في نفس الشهر، اصطحب مدير الفريق سيمون فولر الفتيات إلى شرق أوروبا، حيث قمن بأداء أول حفلاتهن الموسيقية الرئيسية في إسطنبول بتركيا، أمام حضور قرابة 40,000 شخص، وفي وقت لاحق، سافرت الفتيات إلى جنوب أفريقيا لمقابلة نيلسون مانديلا الذي قال لحظة مقابلة الفرقة «هؤلاء هم أبطالي، هذه أعظم لحظة في حياتي».
في نوفمبر 1997، أصدرت فرقة سبايس جيرلز ألبومها الثاني بعنوان «عالم التوابل». أثبت الألبوم في ذاك الوقت أنه أفضل ألبوم مبيعات في العالم، حيث سجل رقماً قياسياً كأسرع ألبوم مبيعات يتم شراؤه من قبل الناس، وذلك عندما شُحنت سبعة ملايين نسخة منه خلال أسبوعين. ظهر تفضيل الأغلبية الساحقة من المعجبين لهذا الألبوم، عندما تم بيع أكثر من 10 ملايين نسخة في أوروبا وكندا والولايات المتحدة. إلا أنه انتقد في الأخيرة لعدم نزوله هناك إلا بعد تسعة أشهر من إصداره. كانت الفرقة في ذلك الوقت قد أخذت تعاني من الانتقاد الواسع في وسائل الإعلام البريطانية بعد أن وقعت عقودا مع أكثر من عشرين صفقة رعاية الأمر الذي جعل شهرتها تتناقص على المستوى العالمي، ومع ذلك، فإنها ظلّت أكثر فرقة بوب تحقق نسبة مبيعات عالية في عامي 1997 و1998.
وفي 7 نوفمبر 1997، أدّت الفتيات أغنية «تبّل حياتك» في حفل جوائز الموسيقى الأوروبية MTV وفزن بجائزة أفضل فرقة، وبعد هذا الأداء، اتخذت أعضاوات الفرقة قراراً بأن يديرن الفرقة من تلقاء أنفسهن، وإقالة مدير الفريق سيمون فولر. نُشر هذا القرار في الصفحات الأولى للصحف حول العالم، وتكهن العديد من المعلقين أن سيمون فولر كان هو العقل المدبر للفريق، وأن هذه اللحظة كانت هي اللحظة التي فقدت بها الفرقة الحافز والتوجيه، ووفقاً للذاتيّات المختلفة لكل الفتيات، فإن جيري وميلاني بي كنّ أساس إقالة سيمون فولر، حيث ادعيتا أنه قد أصبح يسيطر على حريتهن الشخصية والفنية. وجدت الفتيان أنفسهن مسؤولات عن عبئ إدارة الفرقة في وقت قصير، ولذلك أسندت المسؤولية إلى كل عضوة في الفرقة، فأصبحت ميلاني بي مسؤولة عن إدارة الجولات، وجيري مسؤولة عن الصفقات التجارية، وإيما بونتون عن الأمور الشخصية والمواعيد والأعمال الخيرية، وفيكتوريا بيكهام عن التسويق والميزانية، وميلاني سي عن الأمور المختصة بشركات التسجيل والأغاني والتنسيق، وقررت الفرقة في وقت لاحق تعيين نانسي فيليبس للتعامل مع شؤونهن فيما بينهن. عادت كل من إيما بونتون وفيكتوريا بيكهام إلى سيمون فولر في وقت لاحق بعد أن أصبح واضحاً أن خلفيات إقالته من الفرقة بدأت تختفي.
في ديسمبر 1997، أصدرت الفرقة الأغنية الثانية من ألبوم عالم التوابل، وهي أغنية كثير جداً، فأصبحت ثاني أغنية للفرقة تحصل على المركز الأول في موسم عيد الميلاد، وسادس أغنية للفرقة تحتل المركز الأول في بريطانيا. في فبراير 1998، فازت الفرقة بجائزة خاصة بسبب نجاحاتها الكبيرة خلال عام 1998 وكان ذلك في حفل الجوائز البريطانية، وذلك بسبب بيعهن 32 ألبوم حول العالم، وفي تلك الليلة، أدّت الفرقة أغنيتها التالية «قف»، وكانت هي الأغنية الوحيدة التي لم تحصل على المركز الأول في بريطانيا، إذ أنها دخلت الترتيب ولكنها حصلت على المركز الثاني. كان من الأغنيات الأخرى التي أصدرنها من ألبومهن: أغنية «سنعيش للأبد»، والتي كان من المقرر أن تصدر معها أغنية «لن نتخلى أبداً عن الأوقات الجيدة»، لكن تم إلغاء هذه الخطة بسبب قرار جيري هالويل بالرحيل من الفرقة في مايو 1998. أصبحت هذه الأغنية سابع أغنية تحصل على المركز الأول، واحتوى الفيديو كليب على مشاهد لشخصيات كرتونية للفرقة كانت من ضمنها جيري هاليويل.
وفي بداية عام 1998 بدأت فرقة السبايس جيرلز جولتها العالمية، والتي كان قد أعدها لها سيمون فولر، وغطت أوروبا وأمريكا الشمالية. بدأت رحلة الفرقة، المسماة جولة عالم التوابل، في دبلن بإيرلندا وذلك بتاريخ 24 فبراير 1998، ثم أخذت الفرقة تتنقل عبر أنحاء أوروبا قبل أن تعود مرة أخرى لبريطانيا لأداء حفلتين، الأولى في ساحة ويمبلي بحضور قُدّر بحوالي 150,000 مشجع في كل ليلة، والثانية في برمنجهام بساحة إن أي سي، حيث تمّ تسجيل بضعة أغاني لأدائها «كألبوم مباشر أمام الجمهور» لاحقا، الأمر الذي أكدته الفرقة: «أظهرنا للجميع أننا نستطيع مباشرة عملنا التجاري على المسرح، والآن نريد أن ننتج ألبوم مباشر للمشجعين». ألغيت هذه الفكرة في النهاية على الرغم من إتقان التسجيلات التي صُنعت. وفي وقت لاحق من ذلك العام، وٌجهت دعوة للفريق لأداء أغنية رسمية لمنتخب إنجلترا لمشاركته في كأس العالم لكرة القدم لعام 1998 وكانت بعنوان «كيف تشعر (لتكون على قمة العالم)»، وكانت هذه آخر الأغاني التي تمّ أداؤها بمشاركة جيري هالويل.

### 1998: جيري هاليويل تترك المجموعة
في 31 مايو 1998، أعلنت جيري هاليويل رحيلها من فرقة السبايس جيرلز، وأصدرت بيانا عن طريق محاميها ذكرت فيه الآتي: «من المحزن أن أؤكد أني تركت السبايس جيرلز، وذلك بسبب اختلافات بيننا، وأنا متأكدة أن المجموعة ستستمر لتكون ناجحة، وأتمنى لهم كل الخير». ادعت هاليويل أنها مرهقة وتريد وقتاً للراحة، وكان رحيلها عن المجموعة قد صدم المعجبين، فأصبحت تلك المسألة من أهم قصص الأخبار الفنية في ذلك العام، وتصدرت عددا من العناوين الرئيسية في الأخبار حول العالم. أصرت الفتيات الأربع الباقيات على المواصلة بحماس، وأن جولة أمريكا الشمالية القريبة يجب أن تستمر كما هو مخطط لها؛ إلا أن رحيل هاليويل سبب حالة من الفوضى، وكان سبباً في إلغاء ألبوم المشجعين، فتسجيل الأغاني كان قد تم في النصف الأول من عام 1998 في دبلن باستوديوهات «ويندميل لان» مع المتعاونين ريتشارد ستانارد ومات روي، إلا أنه تم إلغائها جميعا في النصف الثاني من ذلك العام، وكان هناك شائعات أيضاً بعمل مشروع رسوم متحركة من إنتاج شركة ديزني لكن ذلك لم يتحقق. كانت أغنية «سنعيش للأبد»، آخر أغنية في ألبوم عالم التوابل، وتمّ تصوير فيديو الأغنية قبل رحيل جيري وهو يُظهر الفتيات بهيئة كرتونية، وكان قرار تصويره بهذا الشكل قد اتخذ بسبب عدم وجود وقت كاف لإنتاج فيديو كليب، وبسبب وجود مواعيد كثيرة في جولة الفريق العالمية، كما كان مقرراً أيضاً إنتاج فيديو كليب لأغنية «لن نتخلى أبداً عن الأوقات الجيدة»، لكن الفكرة ألغيت لعدة أسباب، ويرجع ذلك أساساً إلى القيود المفروضة على الوقت، بما أنه لم يوجد وقت لإعادة التسجيل وتحرير صوت جيري أو إنتاج فيديو للأغنية.
واصلت الفرقة تسجيل الأغاني الجديدة أثناء جولة أمريكا، وأصدرت أغنية «وداعاً» في موسم الميلاد لعام 1998. ينظر العديد إلى الأغنية على أنها كانت تقديرا وثناءً لجيري، وتصدرت جميع الأغاني البريطانية وأصبحت ثالث أغنية على التوالي للفرقة تحصل على المركز الأول في موسم الميلاد، وبذلك عادلت الفرقة الرقم القياسي الذي حققته فرقة البيتلز منذ زمن. أصبحت هذه الأغنية واحدة من أنجح الأغاني في التسعينات في كندا، حيث بقيت في المركز الأول لستة عشر أسبوعاً، وفي وقت لاحق، ظهرت إيما بونتون وميلاني سي في حفل جوائز الموسيقى الأوروبية MTV حيث فازت الفرقة بجائزتين: جائزة أفضل أغنية بوب وأفضل فرقة للمرة الثانية.

### 1999 - 2001: فورإيفر (إلى الأبد)
عادت فرقة سبايس جيرلز إلى الاستوديوهات في أغسطس 1999، بعد 8 أشهر من الراحة، لتبدأ العمل على ألبومها الثالث. حصل الألبوم على صيت واسع عندما وصل إلى منتجين أمريكيين مثل رودني جيركنز، جيمي جام وتيري لويس، الذين حضروا للتعاون مع المجموعة.
في ديسمبر 1999 أدت الفرقة جولة الميلاد، التي أطلقن عليها اسم «الميلاد في عالم التوابل»، في لندن ومانشستر ببريطانيا فقط، كما استعرضن أغانيهن الجديدة من ألبومهن الثالث.
عادت الفرقة في عام 2000 لتؤدي عرضا في حفل الجوائز البريطانية (بالإنجليزية: The BRIT Awards)، وأعلن أنهن تلقين جائزة الإنجاز المتميز في الموسيقى. لم تنضم جيري هاليويل إلى أعضاء الفرقة لأداء العرض على المسرح، على الرغم من كونها كانت موجودة في هذا الحدث.
في ديسمبر 2000 أصدرت الفرقة ألبومها «إلى الأبد»، الذي اعتبر رياضياً ذو إيقاع حزين. تلقى الألبوم استجابة فاترة من الجماهير وحقق جزء بسيطا من النجاح الذي حققه الألبومين السابقين الأكثر رواجاً، وبيعت منه 3 ملايين نسخة، وفي محاولة لترويج الألبوم حول العالم، توزعت الفتيات في مختلف البلدان كل على حدة، فاتجهت فيكتوريا آدمز وإيما بونتون إلى أمريكا الشمالية، بينما ركزت ميلاني سي وميلاني بي نشاطهن في أوروبا. حقق الألبوم في الولايات المتحدة المركز 39 في البيلبورد 200 لترتيب الألبومات. أصدر الألبوم في بريطانيا في نفس الأسبوع الذي أصدرت فيه فرقة ويستلايف ألبومها «من ساحل لساحل» (بالإنجليزية: Coast To Coast)، واحتدمت المعركة بينهما في المنافسة على صدارة ترتيب الألبومات ليفوز في النهاية ألبوم فرقة ويستلايف ويحصل ألبوم فرقة السبايس جيرلز على المركز الثاني. شملت الأغاني الرئيسية في ألبوم إلى الأبد أغاني: «دع الحب يأخذ طريقه»، و«صراخ». حققت الأغنيتان نفس نسبة النجاح وأصبحتا الأغنية المزدوجة الفردية التاسعة للفرقة، التي تحصل على المركز الأول في بريطانيا. أخفقت الأغنية في الولايات المتحدة بأن تحقق النجاح وتصل إلى قمة «البيلبورد الساخن لأفضل 100 أغنية»، إذ أن أغنية «إلى الأبد» حققت المركز السابع فقط في ترتيب الأغاني، أما أغنية «صراخ» فقد حققت المركز 31 في قائمة ترتيب أغاني «موسيقى الرقص/نادي اللعب» في عام 2001.
أتى الأداء الرئيسي الوحيد لتلك الأغنية الرئيسية في حفل توزيع جوائز الموسيقى الأوروبية MTV في نوفمبر 2000، وعدا عن عدد قليل من العروض التليفزيونية، فإن الفرقة لم تكن قد قامت بأي ترويج ذو أهمية تذكر لتلك الأغاني: فكان آخر أداء لهن في ديسمبر 2000. أصدرت الفرقة بضعة أغان فردية أخرى من هذا الألبوم، وكان يخطط لها النجاح، لكن ذلك لم يتحقق. دخلت أغاني «أخبرني لماذا»، «حب نهاية الأسبوع»، و«إذا كنت ترغب ببعض المرح» الترويجية؛ دخلت حيز التوزيع، لكن مشروع ألبوم إلى الأبد تم التخلي عنه بعد ذلك، وأخذت الفتيات تهتم كل منهن بمشوارها الفني الخاص، مما أثار خيبة أمل الجماهير.
في عام 2001 أعلنت الفرقة أنها ستتوقف إلى أجل غير مسمى، وأن كل واحدة من الفتيات ستركز على مشوارها الفني الخاص، في ما يخص مستقبلهم القريب، على الرغم من أنهن أعلنّ أن الفرقة لم تنقسم.

### 2007 - 2008: عودة السبايس جيرلز
في 28 يونيو 2007، عقدت المجموعة مؤتمراً صحافياً في قاعة "O2" في لندن، أعلنت فيه رسمياً عن لم شمل الفرقة. كانت وسائل الإعلام قد تكهنت كثيرًا بعودة الفرقة، لكن هذا الأمر لم يؤكد حتى أعلنت الفتيات عزمهن على البدء في جولة موسيقية عالمية تنطلق من فانكوفر في 2 ديسمبر 2007. قام مخرج الأفلام الوثائقية بوب سميتون بإخراج الفيلم الوثائقي الرسمي لإعادة لم شمل المجموعة، وكان بعنوان «أعطيك كل شيء»، وبُث لأول مرة في أستراليا في قناة «فوكس8» بتاريخ 16 ديسمبر 2007، وتابعت بثه قناة بي بي سي وان في المملكة المتحدة في 31 ديسمبر.

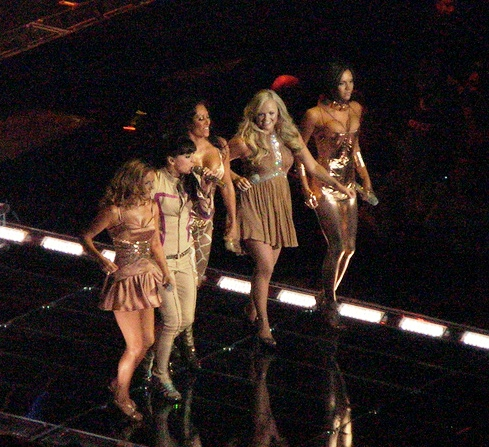
سبايس جيرلز في حفلتهن في فانكوفر، كولومبيا البريطانية، كندا.

بيعت التذاكر لموعد لندن الأول من جولة عودة السبايس جيرلز خلال 38 ثانية بعد إصدارها، وذكرت التقارير أن أكثر من مليون شخص وقّعوا لشراء التذاكر في بريطانيا وحدها، وخمسة ملايين أخرى من حول العالم، وذلك في موقع الفرقة الرسمي. تمّ إضافة 16 موعداً آخر في لندن وبيعت كل تذاكرها، وكذلك حصل في الولايات المتحدة، في كل من لاس فيجاس، لوس أنجلوس، وسان خوسيه، حيث بيعت جميع تذاكر الحفلات، مما دفع الفرقة لإضافة مواعيد جديدة. أعلنت الفرقة أنها ستقيم حفلات أخرى أيضا في شيكاغو وديترويت (أوبورن هيلز) وبوسطن، وتم إضافة مواعيد إضافية في نيويورك وذلك لمواكبة طلبات الحضور الكثيرة. وفي أول حفلة في كندا، أدت الفرقة أغانيها أمام 15,000 شخص، وغنت الفتيات 20 أغنية وبدّلن ملابسهن ثماني مرات.
منحت الفرقة، إلى جانب قيامها بجولة المبيعات، رخصة استخدام اسمها وصورتها لشركة «تيسكو»، وهي سلسلة تعاونيات في بريطانيا، ويُقال أن الفرقة حصلت على خمس ملايين جنيه إسترليني للظهور في إعلانات تلك الشركة.
عادت الفرقة للغناء، وذلك بأغنية «عناوين (الصداقة لن تنتهي أبداً)»، والتي أعلنت رسمياً في برنامج «الأطفال المحتاجين» (بالإنجليزية: Children in Need) كأغنية خيرية لعام 2007، وتم إصدارها في 5 نوفمبر. كان أول ظهور علني لفرقة السبايس جيرلز على منصات الحفل قد وقع في مسرح كوداك في هوليوود، حيث تؤدى عروض الأزياء لأسرار فيكتوريا، وقد غنت الفتيات أغنيتين: أغنية عام 1998 «قف»، والأغنية التي تصدرت أغاني ألبومهن الأخير الذي شكّل أفضل أعمالهن «عناوين (الصداقة لن تنتهي أبداً)». تم تصوير العرض من قبل «هيئة الإذاعة الكولومبية» (CBS) في 15 نوفمبر 2007 ليُبث في 4 ديسمبر 2007.
كذلك أدّت الفتيات أغنية مباشرة على الهواء لشبكة بي بي سي لبرنامج «الأطفال المحتاجين» الخيري في 16 نوفمبر 2007، من مدينة لوس أنجلوس. احتلت الأغنية المركز الحادي عشر في قائمة الأغاني البريطانية، مما جعلها أقل الأغاني المنفردة للفرقة نجاحا حتى الآن، إلا أن الألبوم كان وضعه أفضل من هذا، فقد احتل المركز الثاني في قائمة الألبومات البريطانية خلف ألبوم ليونا لويس، والمركز الأول في أستراليا، لتكون بذلك الدولة الوحيدة التي وصل بها الألبوم لهذه الدرجة، وليكون هو أول ألبوم لسبايس جيرلز يحصل على المركز الأول في أستراليا. يُعد ألبوم أفضل الأعمال الألبوم البلاتيني في أستراليا وبريطانيا، والألبوم الذهبي في الولايات المتحدة وكندا والبرازيل ونيوزيلندا.
في 22 ديسمبر 2007، أعادت الفرقة تسجيل أغنيتها «2 يصبح 1» للحفل الختامي لبرنامج «تعال وأرقص بثبات»،
وفي 1 فبراير 2008، أعلنت الفرقة أن جولتها ستنتهي في تورنتو بتاريخ 28 فبراير 2008، وذلك بسبب التزامات الفتيات الشخصية والأسرية، مما عنى أن المواعيد التي حُددت في بكين وهونغ كونغ وشانغهاي وسيدني وكيب تاون وبيونس آيرس قد ألغيت تماماً. كان الطلب على التذاكر المخصصة لحفلات عودة الفتيات لم يسبق له مثيل، فقد أدت الفرقة 47 عرضاً في المجموع، بينما كان مقرراً في الأصل إقامة 11 عرضاً، غير أن هذا لم يُعتبر عادلاً بالنسبة للمشجعين في جميع أنحاء العالم، فأدلت الفتيات ببيان جاء فيه ما يلي: «آسفون حقاً إذا لم نستطع أن نراكم هذه المرة، علينا جميعاً التزامات في حياتنا الآن، لكن من يعلم ماذا سيحدث في المستقبل».

### 2008 - الآن: التطورات الأخيرة
تم الإعلان عن إصدار أسطوانة دي في دي لعودة السبايس جيرلز وذلك في 2 ديسمبر 2008، أي بعد بعد سنة كاملة من نهاية جولتهم العالمية، وبينما قالت الفرقة وداعاً لجمهورها في موقعها الرسمي، فإن الفتيات تركن خاتمة رسمية لهم وهي: «من يعلم ماذا سيحدث في المستقبل». طُلبت فرقة السبايس جيرلز للغناء في عيد ميلاد الأمير تشارلز الستين، ولكن هذا الطلب قوبل بالرفض. سجلت جولة لم الشمل للسبايس جيرلز عائدات تقدر بحوالي 16.5 ملايين جنيه إسترليني (33 مليون دولار أمريكي) وذلك في لندن وحدها، فشكلت بذلك أعلى نسبة عائدات لجولة موسيقية في عام 2008، أما مجموع العائدات من جولتهن في بقية مدن العالم فقد قدرت بسبعين مليون دولار من بيع التذاكر.
حصلت فرقة السبايس جيرلز على المرتبة الخمسين لأكثر المشاهير نفوذا حول العالم في عام 2008، وذلك وفقاً لمجلة فوربس الاقتصادية. في 20 مارس 2008، حصلت الفرقة على جائزة الأيقونة المرغوبة. وفي «حفل جوائز 95.8 الكبير» حضرت كل من إيما (بيبي) وميل سي (سبورتي) واستلمن الجائزة. في 3 يونيو 2008، حصلت الفتيات على جائزة «أفضل فرقة» في جوائز جلامورز، وحضرت كل من إيما (بيبي) وميل بي (سكاري) وجيري (جنجر) لاستلام الجائزة. عادت الفرقة لتفوز أيضا بجائزة أفضل عودة لعام 2008 وذلك في حفل جوائز فودافون الموسيقي، بتاريخ 19 سبتمبر 2008، حيث تغلبن على عودة فرق موسيقية أخرى مثل لد زبلين وسيكس بيستولز، وحضرت إيما بونتون (بيبي سبايس) واستلمت الجائزة نيابة عن الفتيات الباقيات.
سرت شائعة في شهر نوفمبر من عام 2009 مفادها أن هناك إعادة لم شمل أخرى للفتيات، بعد أن شوهدت كل من ميلاني براون وميلاني شيزولم وجيري هالويل وإيما بونتون يتناولن العشاء سويًا في لندن، أما فيكتوريا بيكهام فلم تظهر بسبب انشغالها. أعلنت براون من خلال صفحتها على موقع تويتر أن هناك احتمال بأن تقوم الفتيات بجولة أخرى، كذلك لمحت هالويل في إحدى المقابلات التلفازية أن هناك مشروع جولة جديدة فعلاً، لكنه ما زال قيد الدرس ولن يُعلن عنه إلا في الوقت المناسب، وبناءً على ذلك أفادت براون على صفحتها الشخصية أن الفتيات ما زلن يتناقشن في هذه المسألة، وأن لا شيء جدي حتى الآن. بعد ذلك بفترة، قالت بونتون في مقابلة صحفية مع مجلة «الآن» البريطانية، أنها وزميلاتها يبحثن في بعض الأمور المتعلقة بالعمل، وأنها متأكدة من أن الخمسة سيجتمعون مجددًا عما قريب، لكنها أكّدت أن ذلك لن يكون في حفل افتتاح مباريات كأس العالم لكرة القدم لعام 2010. وفي أواسط أكتوبر، نفت ميلاني شيزولم في حوار على قناة GMTV جميع الشائعات التي تتحدث عن إعادة لم شمل الفرقة، قائلة أن ذلك صعب حاليًا. أفادت بعض التقارير، في نفس الشهر، أن السبايس جيرلز سيظهرن في برنامج تلفازي واقعي، ليخترن فيه ممثلات يلعبن أدوارهن، لكن ميلاني براون نفت هذا الادعاء قائلة أن جميع أعضاء الفرقة يخططن لأمر «مثير»، لكنه لا يتعلق بهذا الموضوع. أعلن سيمون فولر في 1 نوفمبر 2009، أن السبايس جيرلز قد يظهرن في حفل افتتاح دورة الألعاب الأولمبية الصيفية لعام 2012، ويُطلقن جولة إعادة لم شملهن الثانية. على أن أي من الفتيات لم تصدّق على هذه المزاعم.
أُُعلن بتاريخ 18 يناير 2010، أن الفرقة رُشحت للفوز بجائزة بريت ضمن فئة «أفضل أداء طيلة 30 سنة» حديثة الابتكار، وذلك بسبب أدائهن المميز في أغنيتا «المتمني» و«من تعتقد نفسك». بعد ترشيح الفرقة، قامت إدارتهنّ بتعديل شكل الموقع الرسمي الخاص، طالبين من المعجبين التصويت لصالح الفرقة. وفي 16 فبراير من نفس العام، فازت الفتيات بتلك الجائزة سالفة الذكر، واستلمتها كل من جيري هالويل وميلاني براون.
تعاونت المنتجة الإنجليزية جودي كرايمر مع سيمون فولر والسبايس جيرلز لإنتاج برنامج موسيقي يحمل عنوان «عش للأبد - Viva Forever»، وعلى الرغم من أن الفتيات لن يظهرن في البرنامج، إلا أنه سيكون مبنيًا على قصة رحلتهم في عالم الموسيقى دون أن يتطرق إلى حياتهن الشخصية. وفي 28 أغسطس من نفس العام، أُُعلن أن الكاتبة جنيفر ساندرز هي من سيكتب النص الخاص بالبرنامج، وكانت الأخيرة قد عملت في السابق مرتين مع الفرقة. أصدرت ميلاني براون في شهر أبريل من عام 2011 قميصًا ساهمت جميع الفتيات في تصميمه بالتعاون مع سلسلة مقاهي هارد روك، لجمع بعض المال لمساعدة شركة تشكنشيد المسرحيّة.

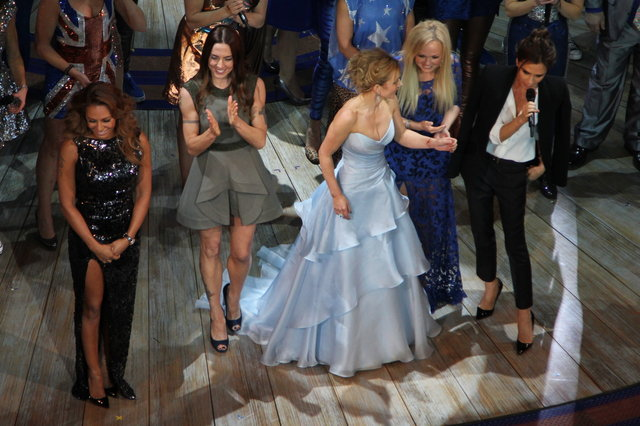
الفتيات ليلة عرض أغنية ليعش إلى الأبد.

اقترحت هالويل على باقي أعضاء الفرقة، في شهر أغسطس من نفس العام، اقترحت إعادة لم شمل الفرقة ليقمن بتمثيل المملكة المتحدة في مسابقة يوروفيجين للأغاني لسنة 2012، المقامة في مدينة باكو عاصمة أذربيجان، قائلة أن فوز بلادها في المسابقة سيكون مضمونًا حينها. أعلنت ميلاني شيزولم أن أي لم شمل للفرقة حاليًا سيكون صعبًا للغاية بسبب «أطفال التوابل»، الذين يبقينهن مشغولات. على الرغم من ذلك، التم شمل الفرقة مجددًا في يونيو من عام 2012 في مؤتمر صحفي بلندن للترويج لأغنية «ليعش إلى الأبد: الأغنية المصورة» (بالإنجليزية: Viva Forever: The Musical). وقد عُقد المؤتمر الصحفي في فندق القديس بانكراس النهضوي، وهو ذات الموقع حيث صوَّرت الفتيات أغنيتهنَّ ساحقة النجاح الأولى "Wannabe" قبل ستة عشر سنة.
في أغسطس 2012، أدَّت الفتيات مزيج من أغنيتيّ "Wannabe" و«تبّل حياتك» (بالإنجليزية: Spice Up Your Life) في حفل ختام دورة الألعاب الأولمبيَّة الصيفية لعام 2012. وقد حاز أدائهنَّ على إعجاب الكثير من الناس، وحصد ردود فعل كثيرة على موقع تويتر، حيث ظهرت 116,000 تغريدة حوله في الدقيقة. في ديسمبر 2012 عادت الفرقة مجددًا لتؤدي أغنية «ليعش إلى الأبد» في مسرح البيكادلّي الموسيقي، كما ظهرن في برنامج وثائقي حمل عنوان «قصة فتيات التوابل: ليعش إلى الأبد!» (بالإنجليزية: Spice Girls' Story: Viva Forever!) وقد عُرض بتاريخ 24 ديسمبر 2012.

## التأثير الثقافي

### الساحة الموسيقية البريطانية
بعد أن بدأت ثورة البوب البريطاني في أوائل التسعينات بمجوعات مثل فرق «أويسس»، «بلب»، و«بلور» والتي احتلت المراكز الأولى، فإن موسيقى البوب العادية انطفأت بعض الشيء، قبل أن تعود لتنبعث مرة جديدة على يد السبايس جيرلز. وُجّهت صورة السبايس جيرلز إلى البنات الشابات بتعمد، فهؤلاء يشكلن جمهورًا كبيرا ذو طاقة عالية، الأمر الذي من شأنه أن يعزز جاذبية عضوات الفرقة بين أفراد يتعلقن بأعضائها كشخصيات متميزة تختلف كل واحدة منهن عن الأخرى، مما يجعل الأفراد المختلفة من الجمهور تشعر وكأنها تلك العضو أو الآخر. ساعد هذا التسويق على إعطاء شهرة، بطريقة مبسطة، للفرقة وذلك بتخصيص لقب لكل عضو فيها، وبعد فترة قليلة من إصدار أغنية «المتمني» ظهرت المجموعة في مجلة «قمة البوب»، حيث تم إعطاء لقب لكل عضو فيها: فأصبحت فيكتوريا «التبولة الأنيقة»، إيما «التبولة الطفلة»، ميلاني بي «التبولة المرعبة»، جيري «التبولة الزنجبيلة»، وميلاني سي «التبولة الرياضية».

### قوة الفتاة
قوة الفتاة هو اسم لظاهرة اجتماعية، وقد استقبل هذا الشعار بردود أفعال مختلفة. كانت العبارة خاصة لوجه من الوجوه النسائية تمكنت الفرقة من تبنيها: أن الحسية، والمظهر الأنثوي والمساواة بين الجنسين لا ينبغي أن يستبعد بعضها بعضا. لم يكن هذا المفهوم ذو صلة بعالم البوب من الأساس؛ فكل من مادونا وفرقة «باناناراما» عملوا شعارات مماثلة في أوقات سابقة، وأول من صاغ هكذا عبارة كانت على الأرجح الفرقة الويلزية «هيلين لوف» عام 1993 وكان عنوان ألبومهم «شامبو»، ومع ذلك فإن نسخة فريق سبايس جيرلز كانت مميزة. كانت رسالة العبارة موجهة إلى جميع الفتيات الشابات والمراهقات والنساء البالغات، وهي تؤكد على أهمية الصداقة القوية والمخلصة بين الإناث.
شكلت عبارة «قوة الفتاة» محور شعار الفرقة إجمالا، وقد رفض بعض النقاد هذا الشيء وادعوا أنه مجرد وسيلة تسويقية للفرقة، بينما قال البعض الآخر بأن الفتيات يردن الظهور بشكل طبيعي. أصبحت تلك العبارة ظاهرة ثقافية، وتبنتها ملايين الفتيات ككلمة سحرية، وأضيفت إلى قاموس أكسفورد الإنجليزي. يقول المؤلف ريان داوسون: «غيرت السبايس جيرلز الثقافة البريطانية بما يكفي لتصبح عبارة قوة الفتاة عادية جداً الآن».

### روعة بريطانيا
مثل مصطلح «روعة بريطانيا»، والذي برز في وسائل الإعلام الجديدة المناخ السياسي والاجتماعي الذي أظهر تقدم حزب العمال وتوني بلير على منافسيهم في ذلك الوقت. كان توني بلير وحزبه يُنظر إليهم على أنهم شباب رائعين وجذابين جداً، وإنهم يشكلون القوة الدافعة الرئيسية لجعل بريطانيا تتخذ مظهرا عصريا مرة أخرى. وعلى الرغم من عدم مسؤولية السبايس جيرلز عن إطلاق هذا المصطلح، فإن وصولهن زاد من «روعة بريطانيا»، خصوصا بعد أن أصبحن علامة تجارية في البلاد، حيث زدن من شعبية أغاني البوب البريطانية بدلًا من الأمريكية، وجرى تأكيد ذلك في حفل الجوائز البريطانية عام 1997، حيث فازت الفرقة بجائزتين، وعلى الرغم من هذا فإن فستان «اتحاد العلم» لجيري هاليويل الذي تناولته جميع وسائل الإعلام العالمية، أصبح في نهاية المطاف رمزاً لـ«روعة بريطانيا».

### أيقونة التسعينات
اكتسب فستان «اتحاد العلم» لجيري هاليويل شيئاً من الرمزية، وبيع في المزاد الخيري لمكافحة السرطان بـ 36,000 جنيه إسترليني. كان الفستان واحداً من العديد من التذكارات التي تم بيعها في مزادات خيرية، حيث بلغت قيمة إجمالي المبيعات التي تم التوصل إليها 146,511 جنيه إسترليني.
كانت هذه الأيقونة الإبداعية للسبايس جيرلز في التسعينات تهدف إلى تسويق الفرقة وإعدادها لتكون جزءاً من وسائل الإعلام العالمية. ظهرت الفرقة في كثير من العلامات التجارية وحتى أنهن أعلن عن أنفسهن في الفيديو كليب لأغنية «تبل حياتك»، حيث كانت الفرقة تطير في السماء بسفينة فضائية محاطة بالعديد من اللوحات الإعلانية التي كانت تستعرض أعضاوات الفرقة وتبرزهن، ونظراً لانتظامهن ومشاهدتهن باستمرار في الإعلانات والصحافة وعلى التلفاز، ثبتت الفرقة نفسها لتصبح ظاهرة وأيقونة في عقد التسعينات وبالنسبة للموسيقى البريطانية.

## الأنشطة غير الموسيقية

### سينما
في يونيو 1997، بدأت الفرقة بتصوير فيلمها الأول الذي حمل عنوان عالم التوابل بالتعاون مع أبسولتلي فابولوس وفاولتي تاورز والمخرج بوب سبيرس. كان من المقرر أن يصدر الفيلم بالتلازم مع ألبوم «عالم التوابل»، وقد لوحظ أن الأسلوب الكوميدي ومحتوى الفيلم أتى مطابقاً لما كانت عليه أفلام فرقة البيتلز في الستينات مثل «ليلة اليوم الصعب»، و«ضوء القلب الكوميدي». شارك عدد كبير من النجوم في الفيلم منهم: روجر مور، هيو لوري، إلتون جون، جينيفر ساوندرز، ريتشارد جرانت، إلفيس كوستيلو، وميت لوف.
صدر الفيلم في ديسمبر 1997، حيث حقق نجاحًا باهراً كاسراً الرقم القياسي لأعلى دخل أسبوعي في شباك التذاكر (25 يناير 1998) بالولايات المتحدة حيث وصلت نسبة المبيعات إلى 10,527,222 دولار. ظل هذا الرقم القياسي صامداً حتى كُسر عن طريق فيلم تأثير الفراشة في عام 2004. جمع الفيلم 77 مليون دولار من مجموع دخله في شباك التذاكر حول العالم، و100 مليون دولار من مبيعات تذاكر السينما والدي في دي، بالإضافة إلى 30 مليون دولار في الولايات المتحدة و11 مليون جنيه إسترليني في بريطانيا.

### تلفاز
أول فيلم تلفزيوني خاص لسبايس جيرلز كان عبارة عن يوميات الفرقة وتجاربهن التي وقعت بين عاميّ 1996 و1997، وسمي الفيلم «بساعة واحدة من قوة الفتاة»، وفي وقت لاحق أصدرت الفتيات فيلم تلفزيوني آخر بعنوان «الفتيات تتكلم»، وهو برنامج تلفزيوني خاص تتحدث الفتيات خلاله عن أنفسهن والمجموعة. في أبريل 1997، ظهرت الفرقة في البرنامج الأمريكي الشعبي المشهور «مباشر لليلة السبت» حيث قمن بغناء أغنية المتمني وقلت لك سأكون هناك، وفي نوفمبر من نفس العام، ظهرت الفرقة في برنامج «لقاء مع» على قناة التلفزيون المستقل (ITV) البريطانية، وقد جذب هذا البرنامج 11,8 مليون مشاهد في المملكة المتحدة. وفي ديسمبر 1997 صدر أول فيلم تلفزيوني وثائقي بعنوان «الكثير لا يكفي» وركز هذا الفيلم على رد فعل الفتيات بشأن ارتفاع شعبيتهن المفاجئة حول العالم. في يناير 1998، ظهرت فرقة السبايس جيرلز في برنامج «عرض أوبرا وينفري» وغنوا أغنيتين وأجروا المقابلة بعد ذلك.
في عام 1999 تمّ بث الحلقة التلفزيونية الخاصة، «السبايس جيرلز في أمريكا: حكاية الرحلة»، وذلك بعد الشهرة والمغامرات التي حصدتها الفرقة في أمريكا، حيث تم التركيز على رحلتهن في الولايات المتحدة، والفترة عندما تركت جيري هاليويل الفرقة أيضاً. في 2003 بثت سلسلة «خلف الموسيقى» التلفزيونية على قناة "VH1" فصولاً لقصة السبايس جيرلز، كما تم بث سلسلة وثائقية للفرقة عبر برنامج «إي! قصة هوليوود الحقيقية» على قناة E!.
كان أول ظهور علني للفتيات على التلفاز بعد إعادة لمّ شملهن في «مسرح كوداك» في هوليوود، عندما أدت الفرقة عرضها خلال عرض أزياء «أسرار فيكتوريا»، حيث غنت الفتيات أغنيتين، الأولى هي «قف»، والثانية هي «عناوين (الصداقة لن تنتهي أبداً)»، وتم تصوير العرض من قبل قناة هيئة الإذاعة الكولومبية بتاريخ 15 نوفمبر 2007، وتم بثه في 4 ديسمبر من نفس العام، واستقطب ما معدله 7.4 مليون مشاهد.
في ديسمبر 2007، عُرض الفيلم الوثائقي الرسمي «أعطيك كل شيء» عالمياً، بدأ بأستراليا على قناة «فوكس8»، وبعد ذلك كندا في 19 ديسمبر 2007 على قناة "CTV"، ومن ثم على قناة بي بي سي في المملكة المتحدة في 31 ديسمبر 2007. عرض الفيلم قصصاً خاصة حول الفرقة عن الفتيات الخمس أنفسهن، وأتى عنوانه من كلمات أغنيتهن المشهورة «قلت لك سأكون هناك» وجذبت الحلقة 3.6 مليون مشاهد في المملكة المتحدة.

### الظهور في وسائل الإعلام

سبايس جيرلز في لقائهم الأول مع الأمير تشارلز عندما قبلت جيري هاليويل الأمير.

أصبحت فرقة السبايس جيرلز أيقونة بريطانية ومادة دسمة للصحافة الوطنية، في ذروة شهرتهن العالمية بعام 1997، حيث كان مصورو المشاهير يلاحقونهن في كل مكان للحصول على القصص والشائعات حول الفرقة، ومنها ما ذكر عن وجود علاقة بين البيبي سبايس إيما بونتون ومدير الفرقة سيمون فولر، أو عن شائعات حول انقسام المجموعة، والتي أصبحت حديث الصحف، ومن الشائعات أيضاً الخلاف بين أفراد المجموعة وخاصة بين جيري هاليويل وميل بي اللتان تنافستا لتكون كل واحدة منهما رئيسة للفرقة، اعترفت ميل بي لاحقاً بأن اسمها استغل للإساءة إلى جيري. بلغت الشائعات ذروتها عندما أقيل مدير الفريق سيمون فولر من منصبه، ويُقال إن فولر تلقى مبلغ 10 ملايين جنيه إسترليني ليخرج عن صمته ويتحدث عن تفاصيل إقالته.
في فبراير 1997 وفي حفل الجوائز البريطاني ارتدت جيري فستان العلم البريطاني أثناء أداء الأغاني مع الفرقة وجذبت اهتمام الإعلام العالمي وظهرت على الصفحات الأولى في اليوم التالي.
وهناك قصص للقاءات مع شخصيات مشهورة أصبحت حديث الصحافة، منها على سبيل المثال اللقاء الذي عقد في مايو 1997، مع الأمير تشارلز، حيث خرقت ميلاني براون وجيري هالويل البروتوكول الملكي وزرعوا قبلات على وجنتي الأمير تشارلز وتركوا آثار أحمر الشفاه عليه، وقالت له جيري «أنت مثير جداً». وفي نوفمبر من نفس العام التقت الفرقة برئيس جنوب إفريقيا السابق نيلسون مانديلا الذي قال أثناء اللقاء: «هؤلاء هم أبطالي، هذه أعظم لحظة في حياتي».
وفي عام 1997 أيضاً، بدأت عضوة الفرقة فيكتوريا آدمز بمواعدة لاعب كرة القدم الإنجليزي ديفيد بيكهام بعد أن اجتمعا في مباراة خيرية وطلب لقائها فيما بعد. أعلن الزوجان خطوبتهما في عام 1998، وأُطلق عليهما لقب «بوش وبيكس» من قبل وسائل الإعلام.

### عقود التسويق والرعاية
في عام 1997 كسبت فرقة السبايس جيرلز الملايين من عقود التسويق والرعاية والكثير من المنتجات التي سميت بأسمائهن. من هذه العقود التي تم توقيها: عقد شركة المشروبات الغازية بيبسي والذي كسبت من خلاله الفرقة 5 ملايين جنيه إسترليني (10 مليون دولار أمريكي).
أصبح اسم السبايس جيرلز علامة تجارية كسبت الفرقة من خلالها 300 مليون جنيه إسترليني من بيع منتجاتها حول العالم في عام 1997. قُدّر إجمالي أرباح الفرقة ما بين 500 و800 مليون دولار وذلك ما بين عامي 1996 إلى 1998.
في ذروة التسعينات أنتجت «حمّى السبايس - السبايس مانيا» (أحد ألقاب الفرقة) العديد من المنتجات الرسمية والغير رسمية من قبل منتجين كثر. تضمنت تلك المنتجات: الملابس، الملصقات، البطاقات البريدية، أقلام، حقائب، أحذية، ساعات، قبعات، مستحضرات تجميل، ألعاب، منتجات غذائية، ولاعات، حقائب ظهر، مجلات، كتب، فيديوهات، وغيرها.
انتُقدت الفرقة في الصحافة بسبب بيع منتجاتها حول العالم في صيف عام 1997، وكان اتهام الصحافة بتوقيعها العديد من عقود الرعاية بأموال كثيرة، وكان رد السبايس جيرلز من خلال الفيديو كليب الذي صوروه لأغنية «تبل حياتك» حيث سخرن من عدد صفقات عقود الرعاية التي وقعنها، وذلك كرد فعل تجاه الصحافة التي انتقدتهن.
أما المنتجات وعقود التسويق التي وقعتها الفرقة مع الشركات فتشمل:
- شوكولاته كادبوري: عدد من ألواح الشوكولاتة، بعلب متنوعة وحلويات الإجازات تظهر الفتيات كل وحدها أو كمجموعة.
- شوبا شبس: علب مختلفة مملوءة بالمصاصات المتنوعة، تظهر كل فتاة مع منتجات مختلفة، لكن المنتج الذي اشتهر على نطاق واسع هو «كرة الخيال» شوبا شبس والذي يأتي بستة أشكال مختلفة ويحتوي على العديد من الهدايا بداخله مثل: ملصقات، بوشبوبس، كرايزي ديب، لعبة ميكروفون، وغير ذلك.
- رقائق واكر الهشة: في هذا المنتج، تم تصميم 51 غلاف مختلف، حيث يكون لكل عضو في الفرقة 10 أغلفة وغلاف واحد للمجموعة. ظهرت الفتيات أيضا في إعلانين تلفزيونين للمنتج.
- بيبسي: في بداية عام 1997، وقعت المجموعة مع شركة بيبسي عقد رعاية بخمسة ملايين جنيه إسترليني (10 مليون دولار أمريكي).[114] ظهرت الفتيات على عدد من علب وقوارير البيبسي في كافة أنحاء أوروبا، وأعلنت الشركة عن هدايا ترويجية عند تجميع العديد من الأغطية، مثل: نظارات وأغنية للفرقة. ظهرت الفتيات في ثلاث إعلانات تلفزيونية للشركة، وكانت أغنية جميع الإعلانات هي «الجيل القادم» (بالإنجليزية: Move Over).
- دمى السبايس جيرلز: تم إصدارها من شركة ألعاب غالوب في عام 1997، وأصبحت من أكثر المنتجات بيعاً خلال مواسم أعياد الميلاد، وأصبحت بعد ذلك أكثر الدمى مبيعًا حول العالم.[117]
- بولارويد: آلة تصوير فوري عادية من شركة بولارويد، تكون مغلفة باللون الوردي والأرجواني. قامت كل واحدة من الفتيات بتصوير إعلان تلفزيوني لإظهار الأفلام الجديدة لشركة بولارويد، إضافة إلى إعلان واحد للمجموعة.
- إمبولز: أصدرت الفتيات عطرهن الخاص المسمى «عطر التوابل»، بالإضافة إلى منتجات مثل: مزيل العرق وجل للاستحمام، وقد أنتجن إعلان تلفزيوني واحد لهذا المنتج.
- بلاي ستيشن: «سبايس وورلد» هي لعبة فيديو خاصة بالفتيات تظهر الفتيات على أشكال رسوم كارتونية. تتضمن اللعبة خيارات الرقص والتدريب مع الفتيات وأيضاً توجد بعض المقاطع للفتيات للفيديو كليبات والحفلات التي عملوها بالإضافة لحوار مطول معهم. تم إصدار اللعبة في عام 1998.
- أبريليا سكوتر: 5 أشكال مختلفة للسكوتر، كل واحدة منها تمثل إحدى فتيات السبايس جيرلز.
- متاجر أسدا: صنعت سلسلة المتاجر البريطانية «أسدا» أكثر من 40 منتج مختلف للسبايس جيرلز وذلك لموسم عيد الميلاد لعام 1997. تتضمن المنتجات تجهيزات الحفلات، منتجات رسمية، وأيضاً وجبات أطفال مغلفة بصور للسبايس جيرلز. وقد حصلت الفرقة، مقابل توقيع العقد مع متاجر أسدا، على مليون جنيه إسترليني (2 مليون دولار).[118]
- متاجر تيسكو: تم تصوير إعلان تلفزيوني كحملة للاحتفال بعيد الميلاد مع السبايس جيرلز في عام 2007، وتم توقيع العقد بخمسة ملايين جنيه إسترليني (10 مليون دولار).[51]
- قناة 5 (بريطانية): ظهرت الفتيات في الإعلان كصور مطبوعة، وسجلن أغنية "5,4,3,2,1" للقناة، كما صورن فيديو كليب لها، وتم إطلاق القناة الخامسة الأرضية البريطانية في عام 1997.
- حلوى الدومينو: روجت الفتيات للحلوى مع الراعي الرسمي لجولتهن في أمريكا الشمالية، مع مقاطع تُعرض قبل الحفلات وأثناء الاستراحة على شاشات التلفاز.
- مخازن تارجيت: الخصوم الأمريكية كانت من أكبر المزودين لبضائع السبايس جيرلز الرسمية في الولايات المتحدة، وتم تخصيص ممر للمنتجات يتكون من بضائع مثل: دراجات، أدوات مدرسية، أدوات حفلات، والألعاب.

## التسجيلات والإنجازات
- يُقدّر مجموع مبيعات الفرقة في المملكة المتحدة بـ 66 مليون، ومن فبراير 2008 تم توثيق مبيعات السبايس جيرلز بأكثر من 40 مليون ألبوم و20 مليون أغنية.[119]
- التوثيق على مبيعات أكثر من 13 مليون ألبوم في أوروبا،[24] 11 مليون ألبوم في الولايات المتحدة،[25] و2.2 مليون ألبوم في كندا.[31]
- مجموع الأغاني التسعة التي حصلت على المراكز الأولى في بريطانيا يتساوى مع ذاك الخاص بفرقة «آبا» ويقع خلف «تك ذات» (11)، «ذا شادوز» (12)، «مادونا» (13)، «ويستلايف» (14)، «كليف ريتشارد» (14)، «البيتلز» (17)، و«إلفيس بريسلي» (21).
- ثلاثة أغاني لأعياد الميلاد حصلت على المركز الأول بشكل متتالي في بريطانيا: «2 يصبح 1»، 1996، «كثير جداً»، 1997، و«وداعاً»، 1998.[120]
- «المتمني» هي أكثر أغنية نجاحًا وتم غنائها بأصوات جميع الفتيات، تقدر مبيعات الأغنية في بريطانيا وحدها بـ 6 ملايين نسخة.[121]
- احتل ألبوم «التوابل» المرتبة الثامنة عشر لأكثر الألبومات مبيعًا عبر العصور، حيث بيع منه أكثر من 3 ملايين نسخة، وتصدر قوائم الأغاني لخمسة عشر أسبوعا (غير متتالي)، ليصبح الأكثر مبيعًا ونجاحًا من قبل فرقة فتيات.[122]
- ألبوم «التوابل» هو أكثر ألبوم مبيعًا ونجاحا لفرقة فتيات عبر العصور، إذ حقق نسبة مبيعات تقدر بـ 23 مليون نسخة حول العالم.[8][9][10]
- أول عمل (نسائي فقط) لأول ستة أغاني («المتمني»، «قلت لك سأكون هناك»، «2 يصبح 1»، «ماما/من تعتقد نفسك»، «تبل حياتك»، «كثير جداً») حصل على المركز الأول في قائمة الأغاني البريطانية، (توقف حصول أغاني الفرقة على المركز الأول بإصدارهن لأغنية «قف» والتي وصلت للمركز الثاني في مارس 1998)
- ظهرت أغنية «المتمني» على قائمة «البيلبورد الأمريكي» (أفضل 100 أغنية) في المركز الحادي عشر، لتصبح أعلى مرتبة تحصل عليها فرقة بريطانية في الولايات المتحدة متفوقة على الرقم السابق لفرقة البيتلز بأغنية «أريد أن أمسك يدك».
- أعلى ظهور عالمي لأغنية للفرقة في قائمة البيلبورد (أفضل 100 أغنية) في المركز الخامس بأغنية «قلت لك سأكون هناك» (ولا زالت إلى الآن في نفس المركز).[8]
- أول فرقة بريطانية منذ فرقة البيتلز يصبح ألبومين لها على قائمة العشر الأوائل الأمريكية في نفس الوقت، وهي «التوابل»، و«عالم التوابل»[8]
- تم بيع فستان العلم البريطاني الذي ارتدته جيري هالويل في حفل الجوائز البريطاني عام 1997، بـ 36 ألف جنيه إسترليني (66,112 دولار)، في سوثبيز، لندن، إنجلترا بتاريخ 16 سبتمبر 1998، وتم شرائه من قبل بيتر مورتون، مالك سلسلة مقاهي الهارد روك في لاس فيجاس، نيفادا، الولايات المتحدة، وما زال حتى الآن يُعتبر أغلى فستان لنجمة بوب.[123]
- أصبحت فرقة السبايس جيرلز صاحبة أعلى دخل سنوي لأي فرقة نسائية وذلك في عام 1998، حيث قُدّر دخل الفرقة بـ 49 مليون جنيه إسترليني (100 مليون دولار).[124]
- شُحنت 7 ملايين نسخة من ألبوم «عالم التوابل» خلال أسبوعين من إطلاقه، متضمنة الـ 1.4 مليون نسخة في بريطانيا وحدها، وهي أكبر شحنة على الإطلاق تتم خلال 14 يوم[125]
- كسر فيلم عالم التوابل الأرقام القياسية في أسبوعه الأول لأسبوع السوبر بول (25 يناير 1998) في الولايات المتحدة، وتقدر مبيعات شباك التذاكر بـ 10,527,222 دولار، وتم كسر هذا الرقم من قبل فيلم «تأثير الفراشة» في عام 2004.[90]
- تصدر فيلم عالم التوابل قائمة أفلام الفيديو في بريطانيا في الأسبوع الأول من إصداره، وبيع منه أكثر من 55 ألف نسخة في اليوم الأول من نزوله في الأسواق.[126]
- استقرت أغنية «وداعاً» في كندا، بالمركز الأول لستة عشر أسبوعاً متتالياً. صُنفت الأغنية في كندا كثالث أكثر أغنية مبيعًا في التسعينات، وأفضل الأغنيات مبيعًا في عام 1999.
- حصلت الفرقة على العديد من الجوائز منها أربعة في حفل الجوائز البريطانية، وثلاثة في حفل جائزة الموسيقى الأمريكية، وثلاثة أخرى في حفل جوائز الموسيقى الأوروبية MTV، وجائزة واحدة في حفل جوائز الفيديو كليب MTV، وثلاثة في حفل جوائز الموسيقى العالمية.
- تمّ بيع 23 ألف تذكرة لحفلة إعادة جمع شمل السبايس جيرلز في لندن خلال 38 ثانية.[46]
- جولة إعادة لم شمل السبايس جيرلز أعلن تحقيقها لأعلى نسبة أرباح لحفلة موسيقية في عام 2008، حيث وصل صافي ربحها إلى 16,5 مليون جنيه إسترليني (33 مليون دولار)،[58][59] وفي المجموع الكلي بلغت أرباح الجولة 70 مليون دولار.[60]